# ارتباط عميق
الارتباط العميق، (بالإنجليزية: Deep linking)‏، في سياق شبكة الويب العالمية، الارتباط العميق، هو استخدام رابط تشعبي يرتبط بمحتوى ويب معين، يمكن البحث فيه، أو فهرسته بشكل عام، على موقع ويب، على سبيل المثال (")، http://example.com/path/page")،[وصلة مكسورة] بدلاً من الصفحة الرئيسية للموقع website's home page)،"http://example.com").
يحتوي عنوان يو آر إل على جميع المعلومات اللازمة للإشارة إلى عنصر معين، وفي هذه الحالة قسم «مثال» من مقالة ويكيبيديا الإنجليزية، بعنوان «رابط عميق»، على عكس المعلومات اللازمة فقط للإشارة إلى أعلى صفحة ويكيبيديا الرئيسية في https://www.wikipedia.org/.

## الارتباط العميق و HTTP
في الواقع، لا تميز التقنية التي تكمن وراء شبكة الويب العالمية، بروتوكول نقل النص التشعبي (HTTP)، أي تمييز بين الروابط «العميقة» وأي روابط أخرى - فكل الروابط متساوية من الناحية الوظيفية. فإن أحد أهداف تصميم الويب، هو السماح للمؤلفين، بالربط بأي مستند منشور على موقع آخر. لذا فإن إمكانية ما يسمى بالربط «العميق» مدمجة في تقنية الويب لـ بروتوكول نقل النص الفائق ويو آر إل بشكل افتراضي & mdash؛ في حين أن الموقع يمكن أن يحاول تقييد الروابط العميقة، فإن هذا يتطلب بذل جهد إضافي. وفقًا لـ رابطة الشبكة العالمية، «أي محاولة لمنع ممارسة الربط العميق تستند إلى سوء فهم للتكنولوجيا، وتهدد بتقويض عمل الويب ككل.»

## الاستخدام
تعترض بعض مواقع الويب التجارية، على مواقع أخرى تنشئ روابط عميقة في محتواها، إما لأنها تتجاوز الإعلانات على صفحاتها الرئيسية، وتمنع محتواها من محتوى الرابط، مثل «وول ستريت جورنال»، في بعض الأحيان، أدى الارتباط العميق إلى اتخاذ إجراءات قانونية، كما في حالة سيد التذاكر لعام 1997 مقابل ميكروسوفت، حيث ترتبط ميكروسوفت ارتباطًا عميقًا بموقع سيد التذاكر من خلال خدمة موقع المسارات الخاصة بها. تمت تسوية هذه الحالة، عندما رتبت ميكروسوفت، وسيد التذاكر اتفاقية ترخيص. ثم قدمت سيد التذاكر بعد ذلك رفعت قضية مماثلة، ضد "Tickets.com"، وقرر القاضي في هذه الحالة، أن هذا الارتباط قانوني، طالما كان من الواضح، لمن تنتمي الصفحات المرتبطة.  وخلصت المحكمة أيضا، إلى أن عناوين يو آر إل نفسها ليست محمية بموجب حقوق الطبع والنشر: «عنوان يو آر إل هو ببساطة عنوان مفتوح للجمهور، مثل عنوان الشارع للمبنى، والذي، إذا كان معروفا، يمكنه تمكين المستخدم من الوصول إلى المبنى. لا يوجد شيء أصلي بما فيه الكفاية لجعل عنوان يو آر إل عنصرًا محميا بحقوق الطبع والنشر، خاصة طريقة استخدامه. يبدو أنه لا توجد حالات تجعل عناوين يو آر إل خاضعة لحقوق الطبع والنشر. من حيث المبدأ، يجب أن لا يكون».

## الارتباط العميق وتقنيات الويب
المواقع التي تعتمد على تقنيات مثل أدوبي فلاش وأجاكس غالبًا لا تدعم الارتباط العميق. هذا يمكن أن يسبب مشاكل قابلية الاستخدام لزوار هذه المواقع. على سبيل المثال، قد لا يتمكنون من حفظ الإشارات المرجعية في صفحات فردية أو حالات من الموقع، واستخدام أزرار مستعرض الويب جيئة وذهابا - قد يؤدي النقر فوق الزر «تحديث المتصفح» إلى إعادة المستخدم إلى وضعه الأولي الصفحة. ومع ذلك، هذا ليس القيد الأساسي لهذه التقنيات. التقنيات، والمكتبات المعروفة مثل SWFAddress. History Keeper, يوجد الآن، مطوري مواقع الويب الذين يستخدمون أدوبي فلاش or AJAX يمكنهم استخدامها لتوفير ارتباط عميق بالصفحات، داخل مواقعهم.